# ナシレマッ
- ナシルマッ
- ナシルマ
- ナシレマッ
- ナシレマ

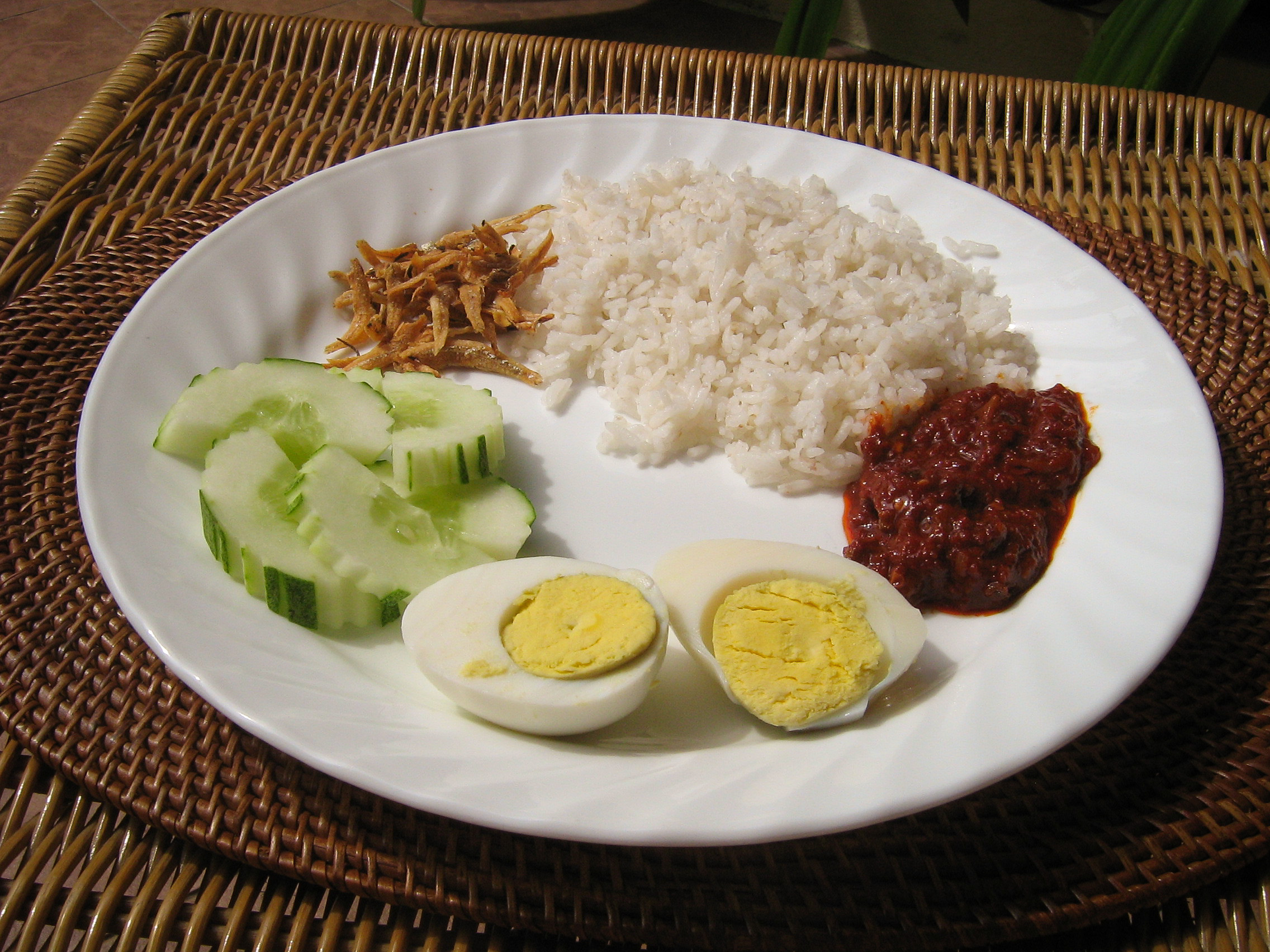
マレーシアの家庭で一般的なナシルマッ

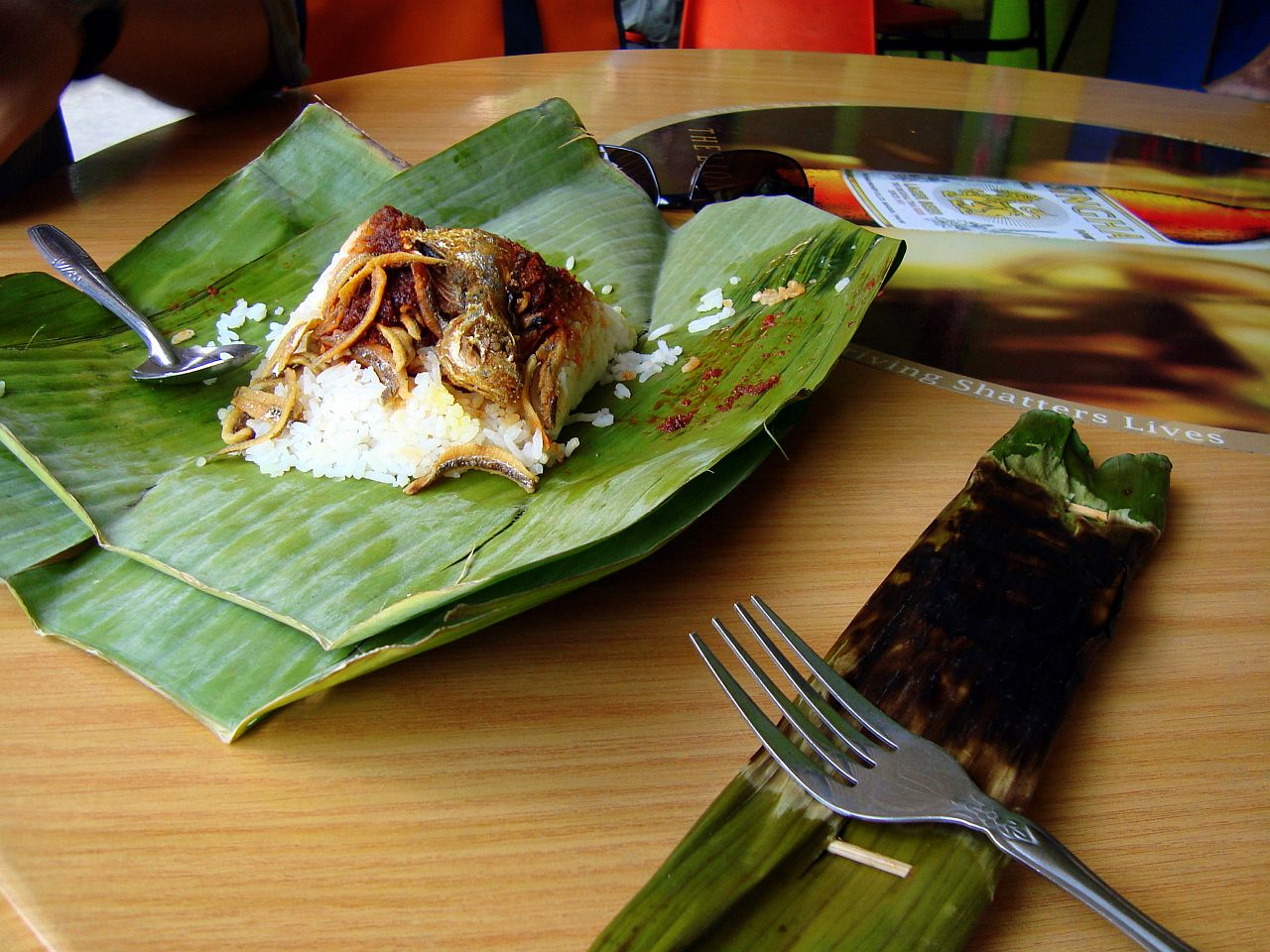
バナナの葉で包まれたナシルマッ

ナシレマッ（ナシレマ、ナシルマッ、マレー語: nasi lemak）は、マレーシアのご飯料理もしくはコメの調理方法である。粳米（通常はインディカ米）にココナッツミルクや塩を加え、タコノキ属の葉などで風味を付けて炊くか、蒸して作られる。見た目は白飯とあまり変わらないが、マレーシアでは水だけの炊飯よりもポピュラーな調理法である。

## 概要
nasi lemakを直訳すると「脂ご飯」という意味であるが、この脂とはココナッツの油脂のことを指している。
マレーシアのマレー人の家庭では一般的な米料理である。朝食によく食べられ、ホテルやマレーシア航空の機内食の朝食メニューになっている。蒸して作るものは、ナシルマッ・ククス（nasi lemak kukus）と呼び分けることがある。
ナシレマッは地方によって味つけが異なり、タコノキ属のニオイタコノキ（パンダン、pandan。Pandanus amaryllifolius）の葉、生のニンニクの他、砂糖を加えて甘くしたり、唐辛子を加えて辛くしたりすることもある。
市販のナシレマッには最低限のおかず（イカンビリス、ピーナッツ、サンバルなど）が添えられているが、通常はこれに好みのおかず料理を加えて食事とする場合が多い。なお伝統的にスプーンを使わず、右手を使って食べる人も多い。

### 基本的なおかず
- イカンビリス (ikan bilis) - 蒸すか、カリッと揚げた塩辛いカタクチイワシ科の小魚。（インドアイノコイワシ属、タイワンアイノコイワシ属の魚が多く、日本のカタクチイワシの煮干しである田作よりも小さめ）
- ピーナッツ (kacang goreng asin) - 揚げて塩をしたもので、少量のニンニクも使用。
- サンバル (sambal) - 唐辛子を使った現地風の辛子味噌。
- キュウリ (timun) - 日本産よりかなり大きいものの薄切りだが、傷みやすいのと汁が出る関係で、テイクアウトには含まれないこともある。

### お好みのおかず
- 肉料理は、圧倒的に鶏肉を使用したものがポピュラーであり、その他に牛肉、ヤギ肉などを使用する。揚げたもの、スパイスとハーブを使用し煮たものが多い。
- 野菜や豆腐のおかず料理 - スパイシーなものが多い。汁が多いものもあるがナシレマッにかけて染み込ませてしまう。
- ゆで卵 - あらかじめ味付けされていることが多い。
- その他にエビのサンバル炒めなど。（魚介類を使ったものは比較的高価）

屋台の持ち帰りには、かつてはバナナの葉で包んでいたが、最近は発泡スチロール容器やポリエチレン袋、油紙なども使われる。別途注文したおかず料理はナシレマッの上に乗せて包む場合が多い。

## その他
米の炭水化物とココナッツに含まれる油脂分が主成分のため、かなりの高カロリー食品であり、肥満、生活習慣病予防の観点から、マレーシア政府が、給食などで提供する回数を減らすように指導をしている。

## 各国のナシレマッ
マレーシアの他、国境を接するタイ南部、シンガポール、ブルネイなどでも食べられている。
インドネシアでは、類似のご飯料理をナシウドゥッ、ナシウドゥッ（nasi uduk）と呼ぶ。ジャワ島のスラカルタではナシ・リウェッ（nasi liwet）と呼ぶ。

## ギャラリー

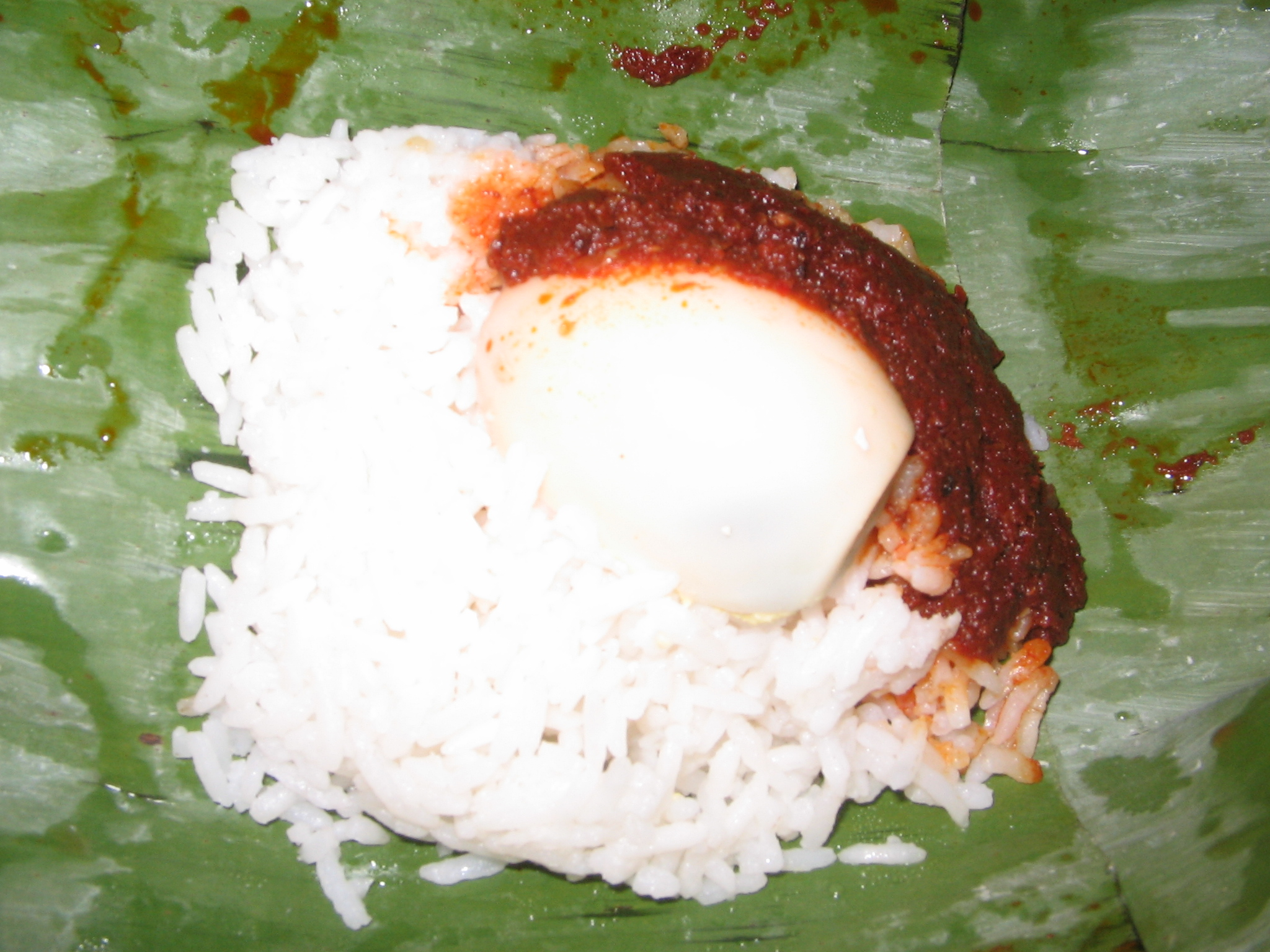
屋台で売られているナシルマッ。付け合わせはサンバル風味のイカンビリス
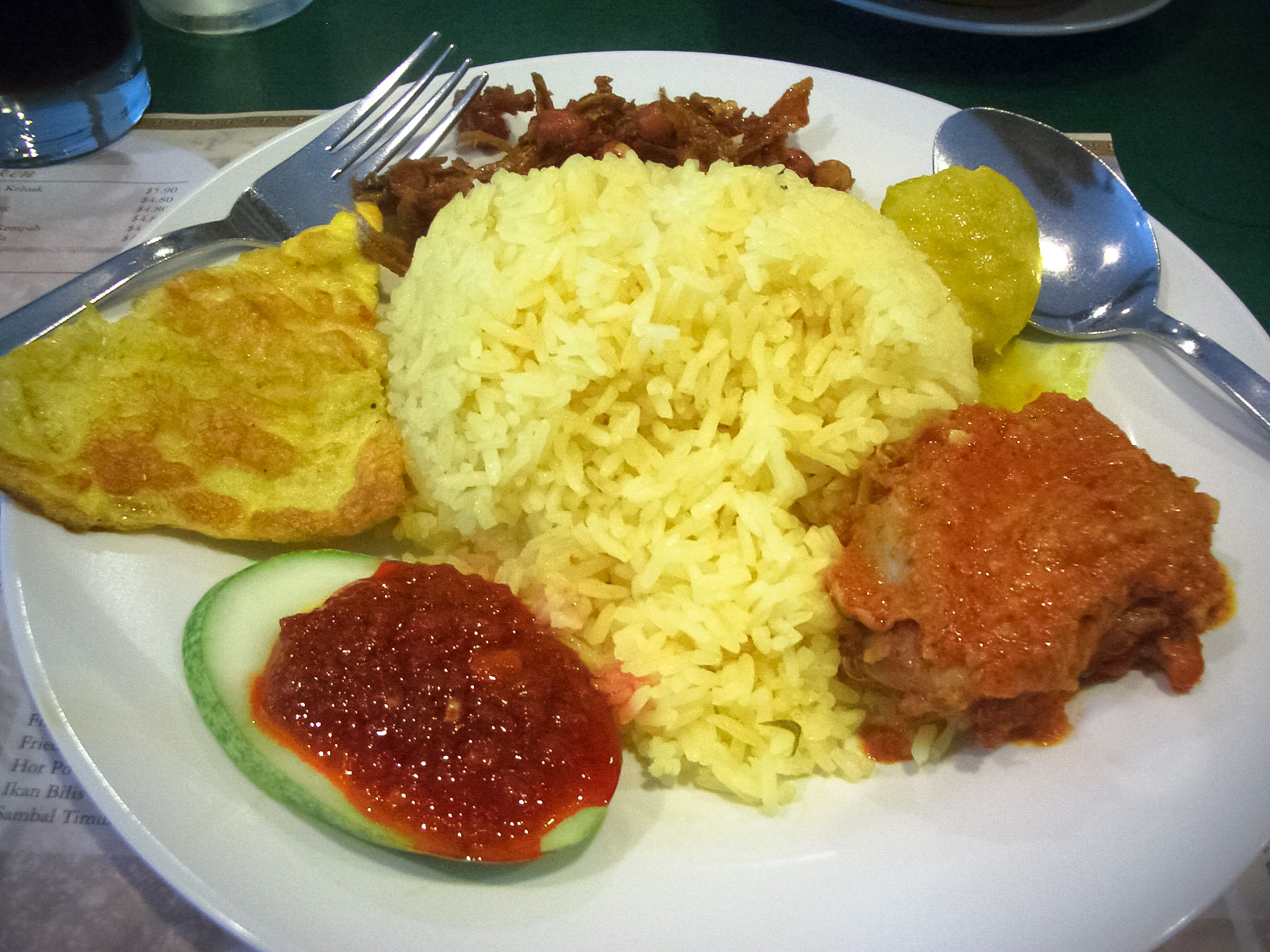
洋皿に盛られたナシルマッ
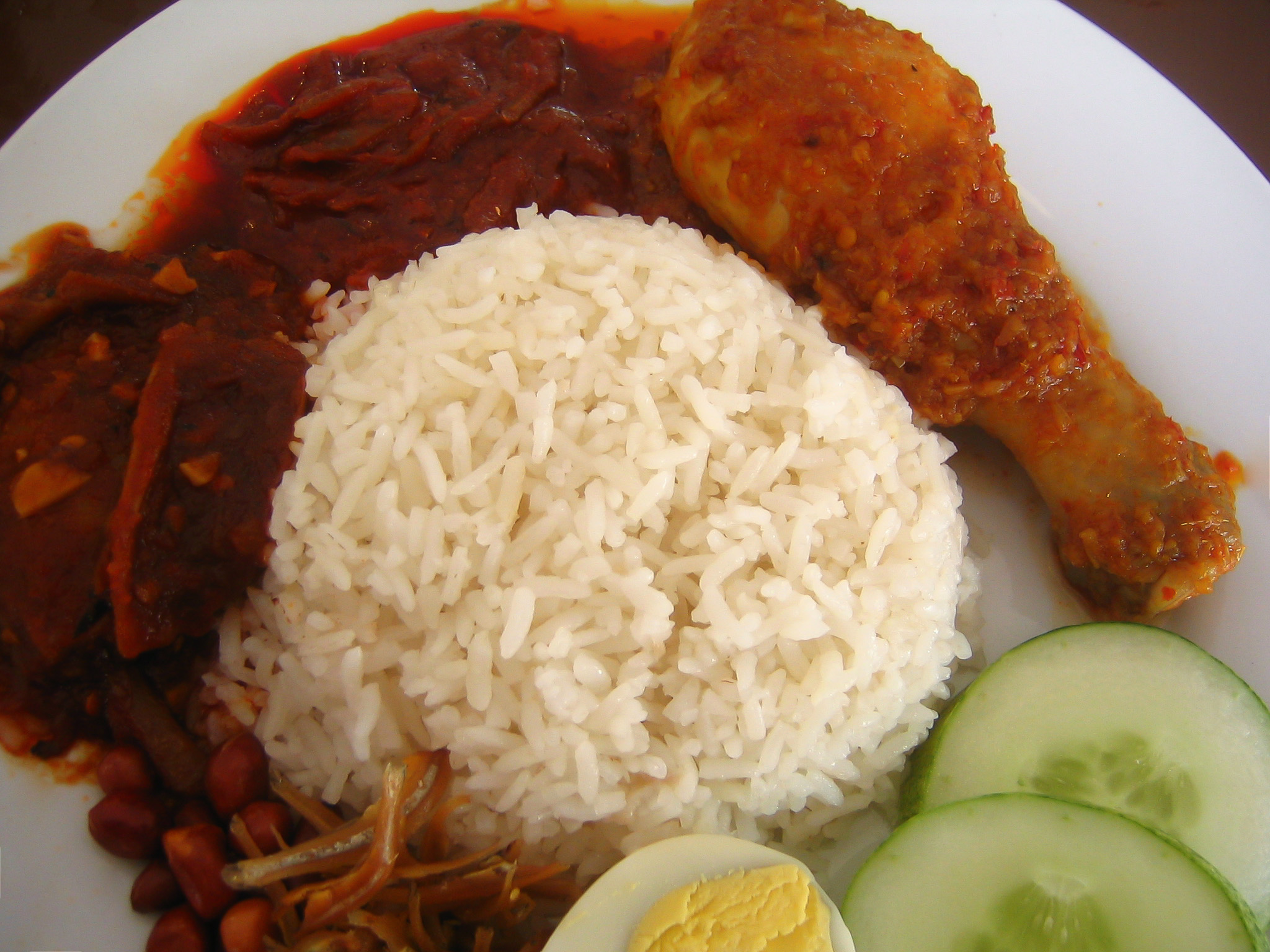
鶏肉を付け合わせたナシルマッ
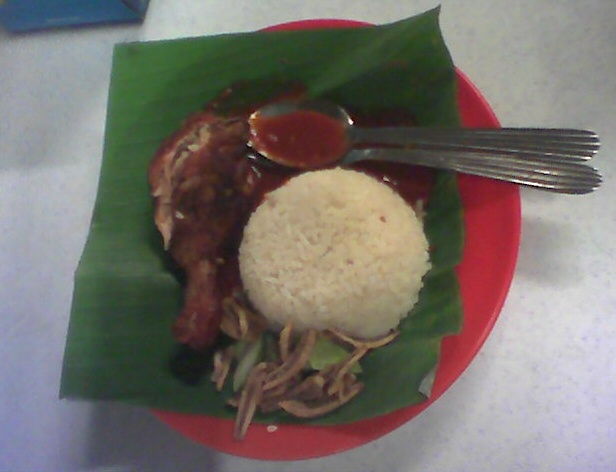
学校のナシルマッ。高カロリーとなるため出す回数を抑えるように指導されている。
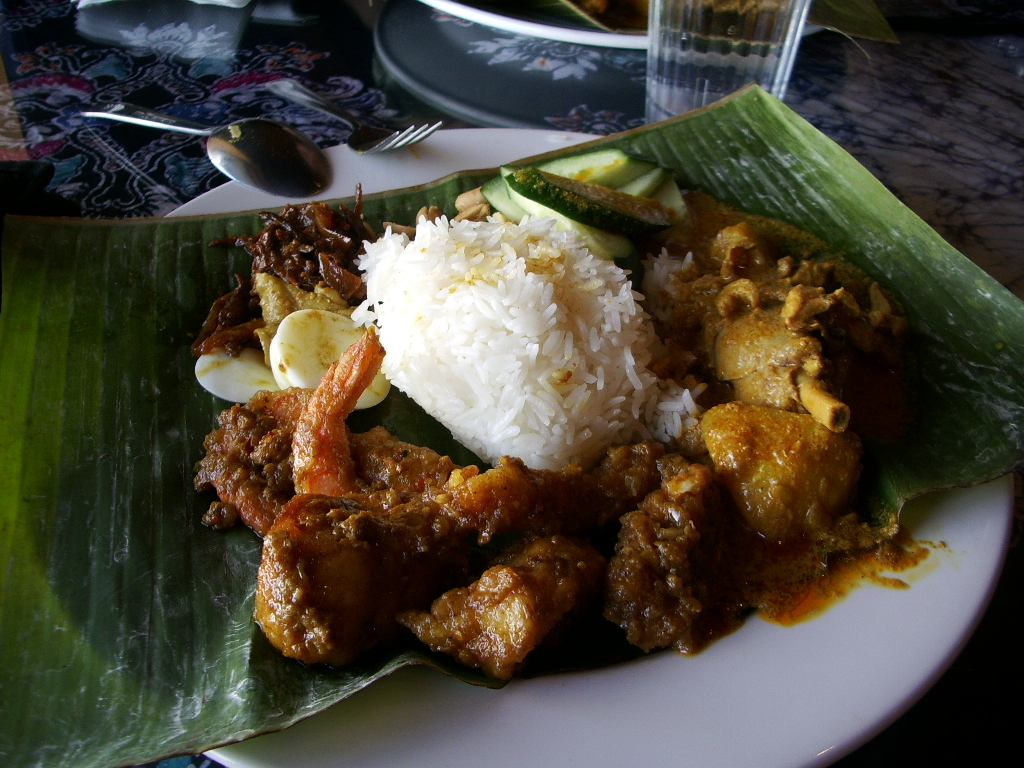
チキンカレーを付け合わせたナシルマッ
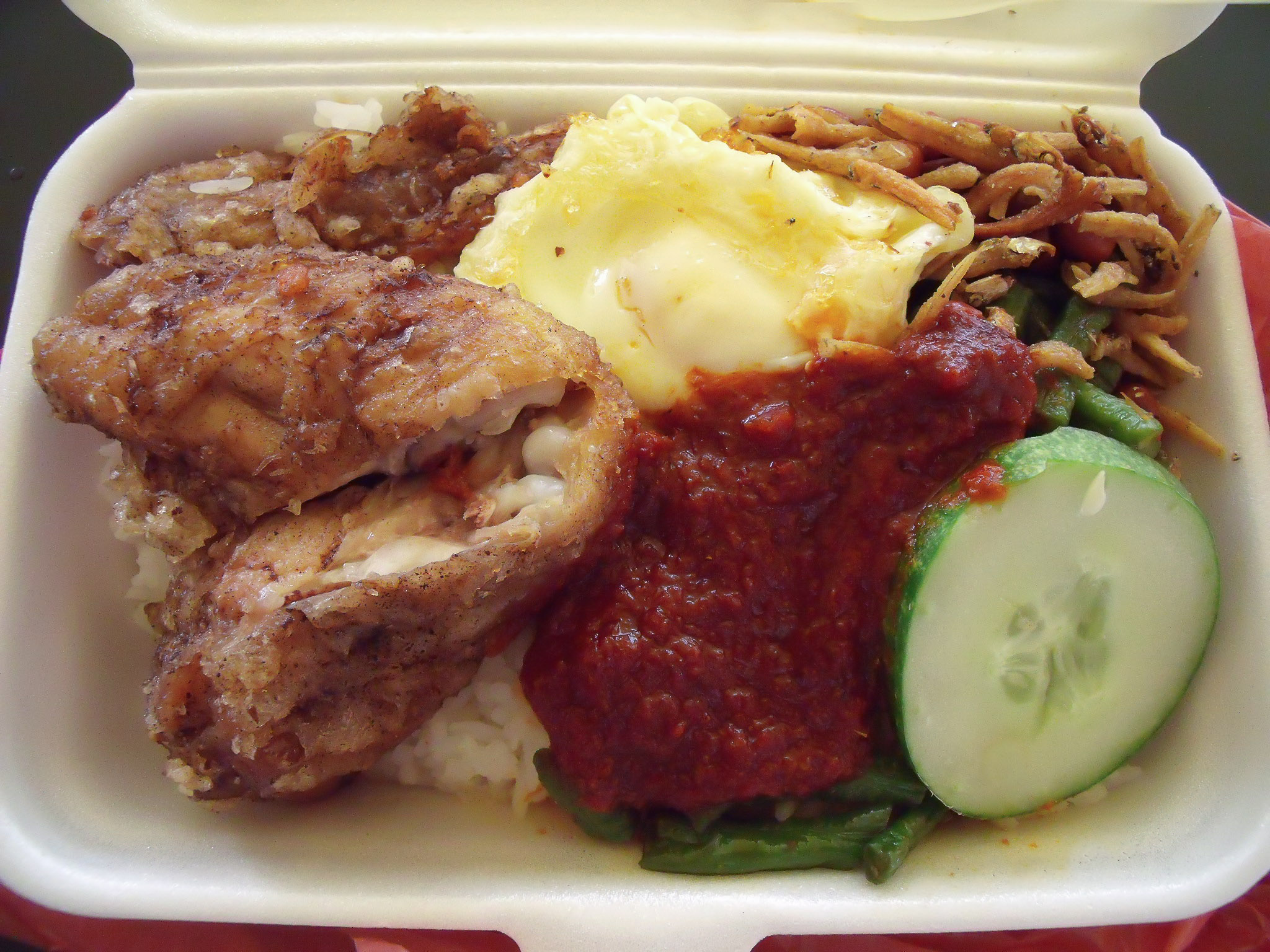
弁当として売られる、鶏肉を付け合わせたナシルマッ
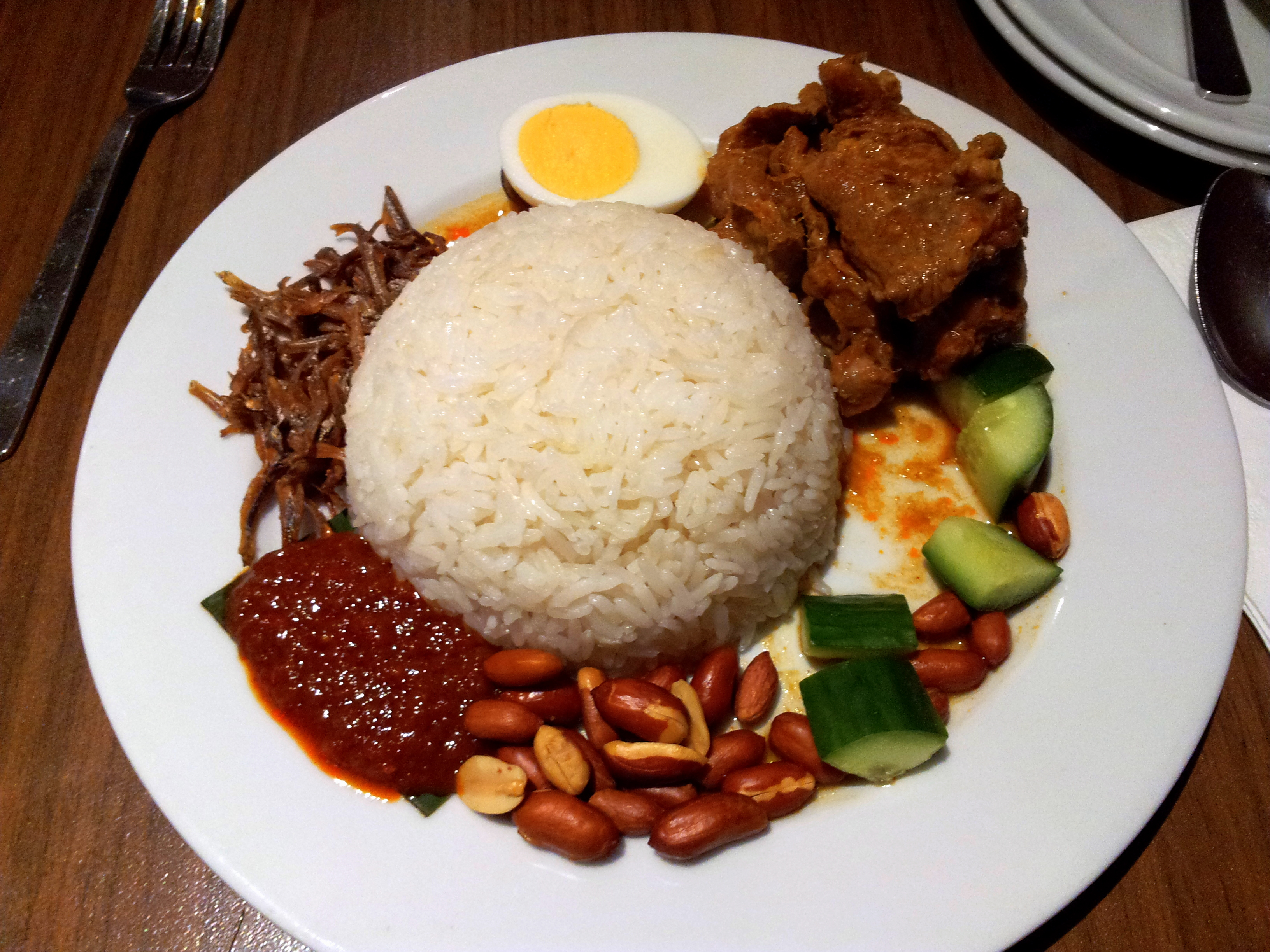
オーストラリア・シドニーのレストランのナシルマッ
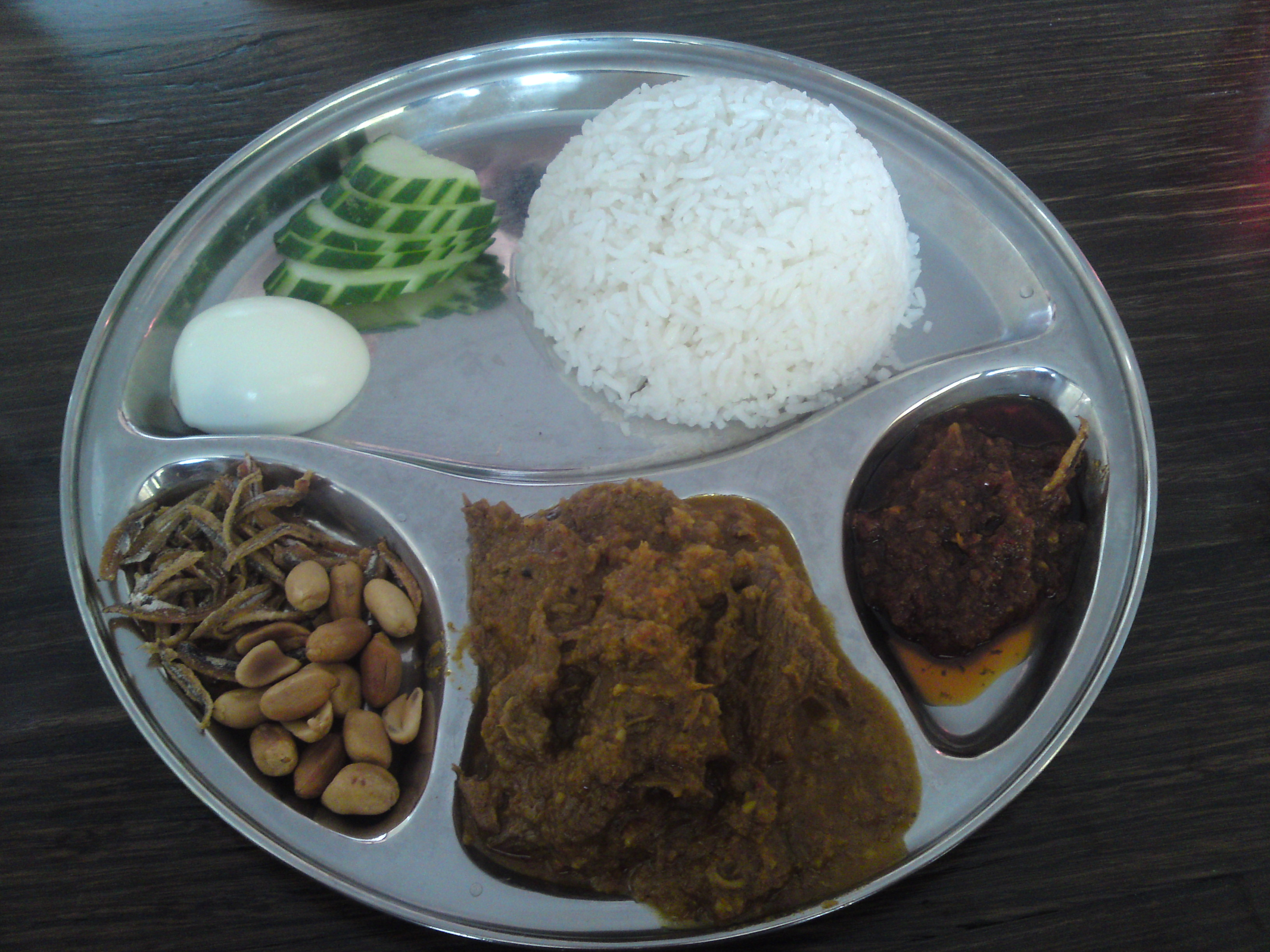
オーストラリア・シドニーのレストランのナシルマッ
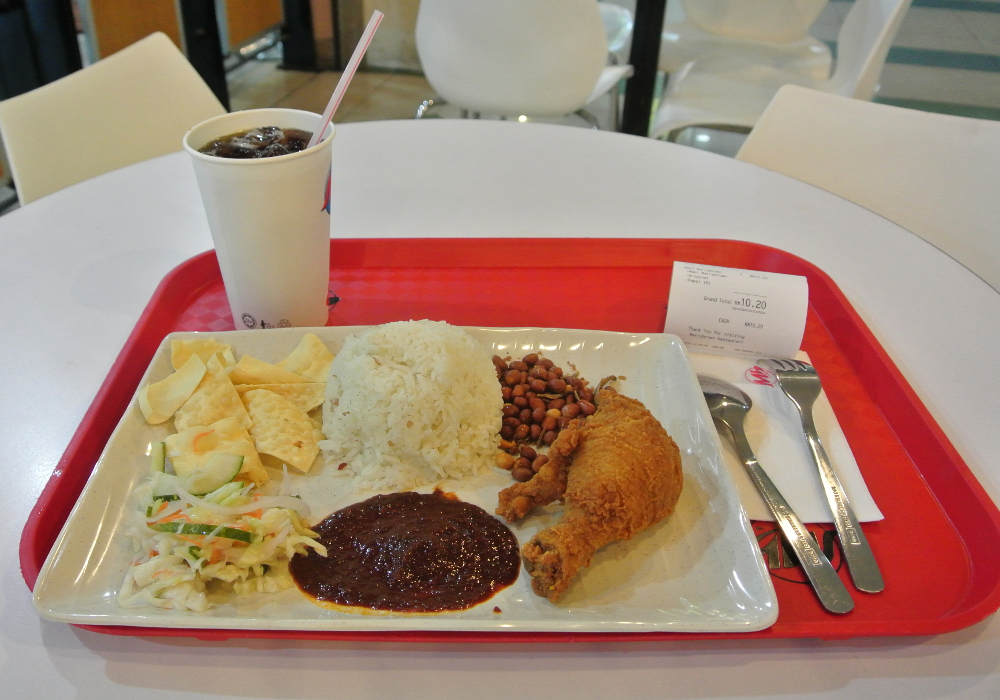
ジョホールバルのファストフード店・マリーブラウン（Marrybrown）での「Nasi Marrybrown」